# Universitatea Națională a Mongoliei
Universitatea Națională a Mongoliei (mongolă Монгол Улсын Их Сургууль, Mongol Ulsîn Ih Surguul', abreviat MUIS) este cea mai veche universitate din Mongolia, fondată în 1942 și numită inițial în cinstea Marșalului Horlooghiin Cioibalsan. Rețeaua sa cuprinde 12 școli și facultăți în capitala Ulaanbaatar, cât și subdiviziuni în provinciile Zawchan și Orchon. Se estimează că aprox. o treime din mongolii cu studii superioare sunt absolvenți ai acestei universități.
După deschiderea în 1921 a primei școli secundare din Mongolia, a apărut necesitatea creării unei instituții de învățământ de nivel mai înalt. Astfel, în 1942, Guvernul a dispus fondarea primei universități din țară, primii absolvenți ai căreia au absolvit studiile în 1946. În era socialistă, universitatea era un teren de pregătire a elitelor puterii. Educația era plătită de stat și aflată sub controlul strict al acestuia. După Revoluția democratică din Mongolia din 1990⁠(d), instituția a devenit mai liberală. În 1995 au fost oferite primele diplome de bacalaureat, master și doctorat.
În 2018, numărul total de studenți (indiferent de gradul academic) era de aproape 22.000. Programa se predă cu precădere în limba mongolă.

## Istorie
Universitatea Națională a Mongoliei a fost fondată la 5 octombrie 1942 și este prima universitate din această țară. Inițial, funcționau facultăți de pedagogie, medicină și științe veterinare. La scurt timp au apărut facultățile de agricultură, științe naturale, studii mongole, limbi străine; au început să activeze cercuri de cercetare. În 1947, a fost creat o facultate postuniversitaă care pregătea profesori și cercetători. URSS oferea suport prin livrarea de cadre didactice și materiale educaționale.
Unele din facultăți au devenit universități separate: Universitatea de Agricultură⁠(d) în 1958, Universitatea de Medicină în 1961, Universitatea Tehnică⁠(d) și cea Umanistă⁠(d) în 1982.
În 1959, rectoratul a preluat puterea în stat. Namsrain Sodnom, absolvent al universității, a devenit primul președinte mongol, iar Ts. Sürenkhorloo a devenit vice-președinte pe chestii academice.
În 1997, a fost creat un departament pentru chestiuni postuniversitare, cu scopul de a crește numărul de studenți în ciclurile superioare de studii (masterat și doctorat).

## Structură
Universitatea este compusă din cinci facultăți și două filiale, după cum urmează:
- Școala de arte și științe
- Școala de științe aplicate și inginerie
- Școala de afaceri
- Școala de drept
- Școala de relații internaționale și administrare publică
- Școala de limbi străine din Orchon
- Colegiul economic din Zawchan

Studenții sunt cazați în 6 cămine.

## Afilieri
Universitatea este membră a următoarelor organizații naționale și internaționale:
- Consorțiul Universităților și Colegiilor din Mongolia
- Asociația Internațională a Universităților⁠(d)
- University Mobility in Asia and the Pacific⁠(d)
- Council on International Educational Exchange⁠(d)
- Rețeaua Universităților Euroasiatice

De asemenea, are acorduri de cooperare cu peste 242 de centre academice și de cercetare din întreaga lume.